# Röda havets delning

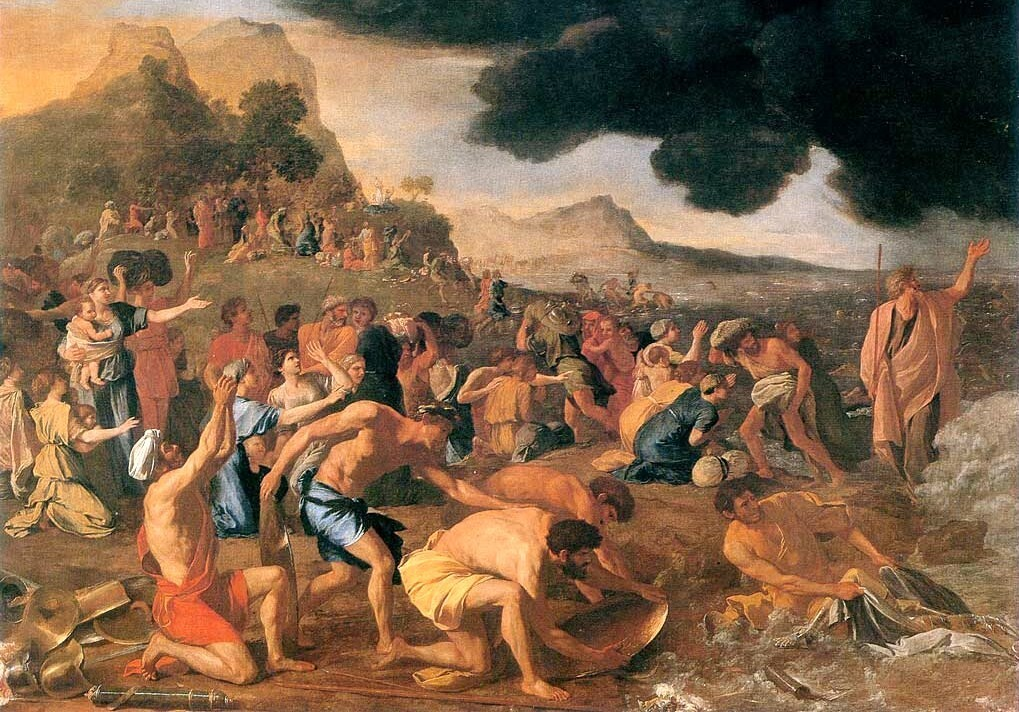
målning av Nicolas Poussin

Röda havets delning (hebreiska: קריעת ים סוף Kriat Yam Suph - Korsandet av Röda havet) är en berättelse ur Andra Moseboken (13:17-14:29) i Gamla testamentet. Det förekommer också i Koranen i Surah 26: Al-Shu'ara' (Poeterna) i verseerna 60-67.
Enligt Andra Moseboken höll Mose upp sin stav, och Gud delade sedan upp havet. Mose och övriga israeliter skall sedan ha kunnat gå på havsbotten, fri från vatten, ut ur Egypten. När Egyptens armé följde efter dem reste Mose åter sin stav, och vattnet kom tillbaka och de egyptiska soldaterna drunknade.
En naturvetenskaplig förklaring till händelsen presenterades 2010 av forskare från USA, som hävdade att fenomenet kan ha orsakats av stormvindar. Andra naturvetenskapliga förklaringar har varit tidvatten.

### Fotnoter
1. ↑  ”Koranen - 26:60-67”. Arkiverad från originalet den 10 mars 2016. https://web.archive.org/web/20160310212342/http://budoom.com/quran/index.php?pagesize=8&q=&rowindex=59&surahno=26. Läst 25 september 2014.
2. ↑  ”Gudomligt ingripande får vetenskaplig förklaring”. Dagens Nyheter. 23 september 2010. http://www.dn.se/nyheter/vetenskap/gudomligt-ingripande-far-vetenskaplig-forklaring/. Läst 25 september 2014.
3. ↑  ”Research Supports Bible's Account of Red Sea Parting : Weather: Gulf of Suez's geography would make it possible, meteorologist and oceanographer say.” (på engelska). Los Angeles Times. 14 mars 1992. http://articles.latimes.com/1992-03-14/news/mn-3138_1_red-sea. Läst 25 september 2014.